# یواس‌سی‌جی‌سی لگیر (دبلیوام‌ئی‌سی-۹۱۲)
یواس‌سی‌جی‌سی لگیر (دبلیوام‌ئی‌سی-۹۱۲) (به انگلیسی: USCGC Legare (WMEC-912)) یک کشتی بود که طول آن ۲۷۰ فوت (۸۲ متر) بود. این کشتی در سال ۱۹۸۹ ساخته شد.